# Antoni Zachemski

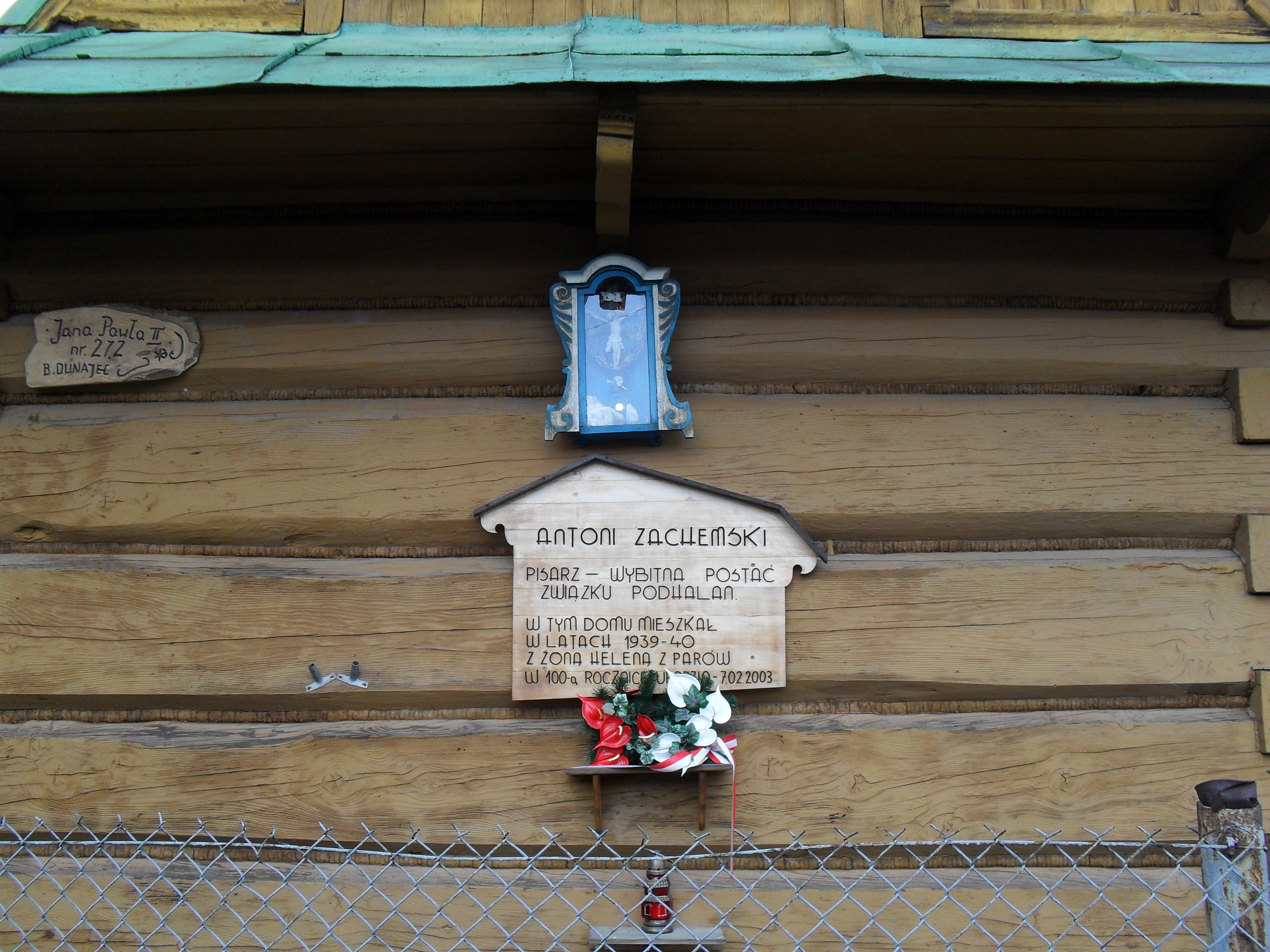
Tablica pamiątkowa Antoniego Zachemskiego w Białym Dunajcu

Antoni Zachemski (ur. 7 lutego 1903 w Odrowążu, zm. 20 marca 1941 w KL Auschwitz) – polski pisarz, poeta, publicysta, działacz ruchu podhalańskiego.

## Życiorys
Urodził się 7 lutego 1903 w Odrowążu na Podhalu. W 1922 ukończył Gimnazjum Państwowe w Nowym Targu. W latach 1922–1926 studiował na wydziale humanistycznym Uniwersytetu Jagiellońskiego i działał w Akademickim Związku Podhalan. Debiutował jako pisarz w 1922 roku na łamach „Gazety Podhalańskiej”. Od 1929 roku przebywał w Warszawie. Był współredaktorem pism „Gospodarz Polski”, „Wieś Polska” i „Ziemia Podhalańska”. Pisał często anonimowo lub pod pseudonimem Jantek Z. Tworzył wiersze oraz opowiadania tematyce podhalańskiej i tatrzańskiej, przeważnie gwarą.
W 1935 roku ukazał się jego zbiór gawęd i wierszy pt. Gęśle z jawora. Jego wiersze ukazały się także w antologii Poezja Młodego Podhala (1937). Był autorem rozpraw o twórcach literatury górskiej (m.in. Orkanie i Tetmajerze) oraz artykułów i rozpraw o bieżących sprawach Podhala (m.in. Ruch podhalański z 1930 roku).
Działał w sekcji wiejskiej Obozu Zjednoczenia Narodowego.
W czasie II wojny światowej, w latach 1939–1940 mieszkał w Białym Dunajcu. Został aresztowany przez gestapo i zginął w obozie koncentracyjnym Auschwitz.